# Lindansaren
Lindansaren är en svensk dokumentärfilm från 2006 regisserad av Tom Alandh.

## Handling
I dokumentären Lindansaren får tittarna möta Jesper Odelberg. Han är stå upp-komikern som sitter ner därför att han har en CP-skada. Det är en märklig balansakt mellan skratt och allvar när Jesper uppträder. Publiken håller andan. Ska han få fram hela meningen? Kommer poängen att höras?

## Om filmen
Det var Odelberg själv som kontaktade Aland, efter att ha sett hans dokumentär Jocke hette Sussies man som SVT visat i början av 2006. Odelberg var trött på hur kulturarbetare med funktionsnedsättning skildras och menade att det lätt blir gulligt och förminskande. Han ville visa att det går lika bra att arbeta som kulturarbetare med funktionsnedsättning som för vilken annan människa som helst.

## Rollista i urval
- Jesper Odelberg
- Tom Alandh (endast röst)
- Ann Westin
- Thomas Oredsson